# آلبرت دی (بازیکن فوتبال اهل انگلستان)
آلبرت دی (انگلیسی: Albert Day; ۷ مارس ۱۹۱۸ – ۲۱ ژانویهٔ ۱۹۸۳) بازیکن فوتبال اهل بریتانیا بود.
از باشگاه‌هایی که در آن بازی کرده‌است می‌توان به باشگاه فوتبال واتفورد، باشگاه فوتبال برایتون اند هوو آلبیون، باشگاه فوتبال ایپسویچ تاون، و باشگاه فوتبال کولچستر یونایتد اشاره کرد.